# ケリー・ウルフ
ケリー・ウルフ（Kelly Warren Wolfe、1973年12月7日 - ）は、アメリカ合衆国のプロレスラー。テネシー州ナッシュビル出身。
WWFやUSWAではウルフィー・D（Wolfie D）、TNAではスラッシュ（Slash）のリングネームで活躍後、アメリカ各地のインディー団体でセレバス（Cerebus）のリングネームで活動。

## 来歴
ジェリー・ジャレットとジェリー・ローラーが主宰していたテネシー州メンフィスのUSWAにてデビュー。1993年よりウルフィー・Dを名乗り、ビル・ダンディーの息子であるJ・C・アイスことジェイミー・ダンディーをパートナーに、白人ラッパーをギミックとしたヒールのタッグチーム、PG-13を結成。ロックンロール・エクスプレス、ヘブンリー・ボディーズ（トム・プリチャード&ジミー・デル・レイ）、トレイシー・スマザーズ&ジェシー・ジェイムス・アームストロング、トミー・リッチ&ダグ・ギルバートなどを抗争相手に、USWA世界タッグ王座を再三獲得した。
1996年11月、ネーション・オブ・ドミネーションのオリジナル・メンバーとしてJ・C・アイスと共にWWFに登場。リーダーのファルークおよびクラッシュやサビオ・ベガのエスコートとセコンド役を務め、入場時のラップも担当した。PG-13として試合にも時折出場し、1997年5月12日のマンデー・ナイト・ロウではリージョン・オブ・ドゥームと対戦している。
WWF離脱後もPG-13での活動を続け、1998年からはECWに参戦、8月17日のPPV "Hardcore Heaven" ではダッドリー・ボーイズのECW世界タッグ王座に挑戦した。2000年には短期間ながらWCWにも出場している。
PG-13解散後、ゴス・ギミックのスラッシュに変身。OVWではリバイアサンやトラヴィス・ベインとディサイプルズ・オブ・シンなるユニットを結成し、活動。2002年下期より、ジェリー・ジャレットが旗揚げしたNWA-TNAに参戦。悪党マネージャーのファーザー・ジェームズ・ミッチェル率いるディサイプルズ・オブ・ニュー・チャーチのメンバーとなり、同年11月13日にブライアン・リーとのコンビでアメリカズ・モスト・ウォンテッドからTNA版のNWA世界タッグ王座を奪取した。
TNAには2004年4月まで在籍し、以降は各地のインディー団体を転戦。2010年には地元であるナッシュビルを拠点とするSAW（ショータイム・オールスター・レスリング）に出場し、J・C・アイスとPG-13を再結成した。
2013年よりリングネームをセレバスへと変更。2月9日、TCW（Traditional Championship Wrestling）にてルーズベルト・ザ・ドッグとタッグを組んで初参戦ながらTCWタッグ王座を獲得している。
3月19日にはTNAのワン・ナイト・オンリーであるHardcore Justice 2にスラッシュ名義でスポット参戦し、シンとディサイプルズ・オブ・ニュー・チャーチを再結成。LAX（ヘルナンデス & ホミサイド）と対戦するが敗戦した。

## 得意技
スラッシュ・アンド・バーン
スピニング・クルシフィクス・トス
カナディアン・バッグブリーカーの体勢で相手を自身の右肩に担ぎ上げ、相手の両腕を掴んで高々とリフトアップして、旋回しながら放り投げてマットに叩きつける荒技。
ベースボール・スライド
ブルドッグ
ノーザンライト・スープレックス
カタパルト

## 獲得タイトル
USWA
- USWAヘビー級王座：1回
- USWAミドル級王座：1回
- USWA TV王座：1回
- USWA世界タッグ王座：16回

w / J・C・アイス : 15回
w / ブライアン・クリストファー : 1回
NWA
- NWA北米タッグ王座：1回

w / フラッシュ・フラナガン
OVW
- OVW南部タッグ王座：2回

w / ダミアン
TNA
- NWA世界タッグ王座（TNA版）：1回（w / ブライアン・リー）

TCW
- TCWタッグ王座 : 1回

w / ルーズベルト・ザ・ドッグ
SAW
- SAWインターナショナル・タッグ王座：1回（w / J・C・アイス）

他、米インディー団体を中心に多数のタイトルを獲得。